# Krzysztof Pietrusewicz
Krzysztof Pietrusewicz – polski inżynier, doktor habilitowany nauk technicznych.

## Życiorys
W 2002 r. ukończył studia automatyki i robotyki w Politechnice Szczecińskiej, w 2005 r. obronił pracę doktorską, w 2012 r. otrzymał stopień doktora habilitowanego. Pracuje w Zachodniopomorskim Uniwersytecie Technologicznym w Szczecinie.